# Sybra niasica
Sybra niasica là một loài bọ cánh cứng trong họ Cerambycidae.